# 装具
装具（そうぐ、Orthotics）とは、事故や病気や戦争などで四肢・体幹に機能障害を負った場合において、四肢・体幹の機能障害の軽減を目的として使用する補助器具。

## 概要
上肢・体幹・下肢のいずれも存在するが、一般的に上肢に装着するものを「シーネ」と称する場合がある、（狭義の使い方として）下肢に装着するもののみを単に「装具」と呼称することがある（いずれも装具であること自体は変わらない）。
また、こうしたものを採型または採寸して製作し、装着できるようにする専門家を義肢装具士と呼ぶ。
主な機能として、患部の固定・免荷、変形の矯正、変形の予防があげられる。いずれも医師の処方に基づいて製作される。

## 種類
- 上肢装具
- 体幹装具
- 下肢装具
- 靴型装具
- 足底装具

## 例
- ナックルベンダー：鷲手のときに用いる。上肢装具の一種。
- 対立副子：猿手のときに用いる。上肢装具の一種。
- コックアップスプリント：下垂手のときに用いる。上肢装具の一種。
- 短下肢装具：下垂足のときに用いる（足首を任意の角度に固定できる）。下肢装具の一種。